# Dubynove
Dubynove  (ucraniano: Дубинове) es una localidad del Raión de Podilsk en el Óblast de Odesa de Ucrania. Según el censo de 2001, tiene una población de 1216 habitantes.